# خوسيه باريرا إسكوبار
خوسيه باريرا إسكوبار (بالإسبانية: José Barrera)‏ (9 فبراير 1988 بسانتياغو في تشيلي - ) هو مدرب كرة قدم ولاعب كرة قدم تشيلي في مركز الوسط. لعب مع ديبورتيس ماجالانز ونادي كوبريلوا.

## وصلات خارجية
- خوسيه باريرا إسكوبار على موقع Soccerway.com (الإنجليزية)
- خوسيه باريرا إسكوبار على موقع AS.com (الإسبانية)